# Клеменс Сальватор
Ерцгерцог Клеменс Сальватор, пізніше Клеменс Альтенбург (нім. Clemens Salvator Leopold Benedikt Antonius Maria Joseph Ignatius von Österreich–Toskana; 6 жовтня 1904, Замок Вальзе ― 20 серпня 1974, Зальцбург) ― ерцгерцог Австрії, принц Тосканський, внук австрійського імператора Франца Йосифа та імператриці Єлизавети Баварської, відмовився від своїх прав і титулів і прийняв титул графа (1931), потім князя Альтенбурга в 1949 році.

## Життєпис
Ерцгерцог був охрещений під повним ім'ям Клеменс Сальватор Леопольд Бенедикт Антоніус Марія Йосиф Ігнатій Австро–Тосканський (нім. Clemens Salvator Leopold Benedikt Antonius Maria Joseph Ignatius von Österreich–Toskana). Був сином ерцгерцога Австрії Франца Сальватора та Марії Валерії Австрійської, доньки австрійського імператора Франца Йосифа та імператриці Єлизавети Баварської. Його батько, ерцгерцог Франц Сальватор, належав до тосканської лінії Габсбургів, що робило його батьків троюрідними кузенами. Клеменс Сальватор був восьмою дитиною у сім'ї.
Клеменс навчався в єзуїтському коледжі Stella Matutina у Фельдкірху. 20 лютого 1930 року він одружився з Елізабет Рессег’є де Міремон (1906–2000), донькою Фрідріха Бернара Рессег’є де Міремонта та графині Крістіани фон Волькенштейн–Тростбург. Шлюб визнали невдалим. У подружжя було дев'ятеро дітей: Валерія Альтенбург (1931 р.н.), Клеменс Альтенбург (1932–2022), Георг Альтенбург (1933 р.н.), Петер Альтенбург (1935–2008), Крістоф Альтенбург (1937–2008), Єлизавета Альтенбург (1938 р.н.), Франц Йосиф Альтенбург (1941–2021), Ніколас Альтенбург (1942–2021), Йоганн Альтенбург (1949 р.н.).
2 квітня 1930 року Клеменс Сальватор подав заяву на зміну свого імені на «Альтенбург».  У 1931 році попереднє офіційне прізвище Габсбург–Лотпринзький було змінено зі схвалення уряду землі Нижньої Австрії. Після невідповідного шлюбу та подальшої зміни імені ця гілка родини офіційно залишила колишній імператорський дім Габсбургів–Лотарингів. Проте, глава дому Габсбургів–Лотаринзьких Отто фон Габсбург затвердив аристократичний титул та ім'я графа фон Альтенбурга в 1931 році, яке він змінив рукописним написом на князя Альтенбурга в 1949 році.
Клеменс Сальватор був нагороджений Орденом Золотого Руна.
Помер 20 серпня 1974 року, похований на кладовищі Айген.